# 井伊直政
井伊直政（日语：／ Ii Naomasa，1561年3月4日—1602年3月24日）是日本戰國時代的武將，德川家家臣，父親是今川氏家臣井伊直親（遠江國人眾），幼名是「虎松」及「萬千代」，在族母兼堂姊井伊直虎的養育成人，井伊直虎病逝後繼任井伊家第二十四代家督，官位是從四位下、兵部大輔、侍從。德川四天王和德川三傑和德川十六神將之一。是彥根藩（佐和山藩）的藩祖，眾多譜代大名中，石高收入最多。
1917年（大正6年）11月17日贈從三位。

## 生涯

### 幼年時期
永禄四年（1561年）2月19日，今川氏家臣井伊直親的長男，於遠江國井伊谷（現在靜岡縣濱松市北區引佐町井伊谷）出生，幼名虎松。井伊氏先祖代代都是井伊谷的國人領主，當時的井伊家當主井伊直盛（直政的堂伯父）仕於今川義元，但在永祿三年（1560年）桶狭間之戰陣亡。
在永禄五年（1562年），父親井伊直親因小野但馬守政次進讒言誣陷直親與松平元康（即後來的德川家康）勾結謀反，於是今川氏真令朝比奈泰朝處死直親，並追殺其幼子虎松。井伊一族都由此被受牽連，幾乎瀕臨滅族的情況下，幸有直盛妻舅新野親矩對其援護，才勉強支撐。失去了井伊谷的領地。當時虎松才2歳。
永祿七年(1564)年，虎松的養父(直盛妻舅)新野親矩戰死，井伊家失去了最後的靠山。
永祿八年(1565)年，直盛的女兒、直親的義妹次郎法師回到井伊家，還俗後名為井伊直虎，以直親正室的身份（二人本有婚約，未婚但有名分）暫替其繼續擔任第23代家督，（並認領未婚夫的直親之子）虎松為義子。
永祿十二年(1569)年，虎松被送到到三河國的鳳來寺，在寺廟中由珠源和尚撫養。後來生母改嫁給今川家臣松下清景，跟著改名為「松下虎松」。不久生母逃到三河國，由於受到今川氏追殺，曾於三河及遠江兩地四處移居。
天正三年(1575)年，德川家康在濱松城下獵鷹遇見了虎松，年僅14歲虎松求仕家康，據說因為妻子築山殿與井伊氏有血緣親戚關係，另外桶狹間之戰時18歲的家康曾受到直盛的照顧，後來直親又因自己而死，所以家康一直對遠江國六百年的名門井伊家有特殊的深刻印象。
家康允許虎松恢復舊姓井伊氏，並以自己的幼名「竹千代」，賜名「萬千代」， 同時家康還處死了讒言陷害井伊氏的小野道好等人，為井伊滿門族人報仇，並讓萬千代重新成為井伊家的繼承人，重獲父祖所領井伊谷城。家康還安排在平定遠江錯亂中的井伊氏功臣——近藤秀用、鈴木重好、菅沼定治三人（井伊谷三人眾）盡心輔佐萬千代。。

### 德川家家臣
天正四年(1576)年，出仕不久的萬千代跟隨家康於遠江芝原與武田勝賴作戰，成為萬千代的初陣，當時萬千代十六歲，但在芝原合戰中，萬千代迅即立功，得到家康的讚賞。自長篠之戰後，武田與德川氏的形勢迅速逆轉，武田氏領地也因此被德川家逐漸蠶食。
天正九年(1581)年，家康出陣高天神城之戰，是萬千代被家康任為旗本手先鋒，與當時德川家的名將本多忠勝和榊原康政齊名，三人並稱為德川三傑，曾斬獲侵入家康房間進行暗殺的武田軍忍者。立下武名。在高天神城攻略戰包圍網進行時，萬千代又獻策切斷水源，這個提議立刻被家康所採納，同時他又派本多忠勝、榊原康政等出兵攻打該城，最後德川家成功攻下該城。萬千代的獻策令家康大為高興，也使井伊万千代在德川家嶄露頭角，但卻令本多忠勝、榊原康政等諸將非常不快。
天正十年（1582）年，22歳元服，堂姊兼養母直虎過世，虎松將其繼任第二十四代井伊氏家督，元服並正式取名為直政。
天正十一年（1583）年，直政迎娶家康的養女「德川花姬」，花姬本姓松平，生父為駿河三枚橋城主松平康親。該年2月武田氏滅亡，家康派遣直政與北條氏進行外交交涉，過程頗為順利。

### 重組赤備隊
後來爆發本能寺之變，因明智光秀謀反，當時在信長領地的家康因驚嚇過度而決定切腹自殺，被直政忠勝等人制止，並陪伴主公家康由堺再經由伊勢國返回三河國。對於平定甲斐，家康在家中會議中提出要重整武田氏的赤備隊，作為德川家的特種部隊，並對直政說：「萬千代，飯富兵部(虎昌)之赤備隊你認識嗎？如德川家於甲斐重招武田舊臣為新赤備隊，可令德川家之實力增添不少！」但此話立即令榊原康政怒喝道：「剛元服之小僧(直政)何能令武田舊臣招至我家之下，並加以約束？吾小平太(康政)願當此重任，也相信能完成此事，否則會為此悔恨！」正當軍議氣氛越發緊張時，德川四天王為首的酒井忠次說道：「投降的人應被照顧，不應強之而行！」這才令康政息怒，最後家康委任直政招攬武田舊臣歸附，當時直政經家康同意之下發出的書信、安堵狀及宛行狀共超過四十封，證明家康對直政的信任之高，是不同於其他家臣的，事後也證明直政的書信，令為數一百七十人的武田舊臣加盟德川家，最後逐漸組成共四千人，令人聞風喪膽的「井伊赤備隊」。後被加封井伊谷4萬石，直政本人也對飯富兵部少輔虎昌等人有所敬仰，而自稱「兵部少輔」。直政的赤備隊治軍極為嚴謹，鎧甲軍旗均為朱紅色，而且作戰勇猛果敢，所以有人稱之為「赤鬼井伊」。

### 赤鬼井伊
天正十二年（1584）年，「井伊赤備隊」的初陣。四月九日的長久手之戰，由於池田恆興向秀吉建議奇襲三河的德川本陣，總大將秀次、池田恆興及森長可率領別動隊準備突襲，但卻遭到榊原康政及德川家康軍反奇襲，直政帶領赤備隊於德川軍的左翼，進為先鋒攻擊池田恆興，加上森長可被康政軍打敗戰死，故之池田軍被家康大軍包圍，在直政的赤備隊的猛攻下，池田隊被殲滅，池田恆興與長男池田元助被殺，次男池田輝政突圍逃出，羽柴秀次及堀秀政也相繼敗走，加上本多忠勝的指揮下，秀吉未能救援，只有被迫撤退。得到重大勝利的家康．信雄聯軍乘勝追擊，向正攻打大野城的瀧川一益及九鬼嘉隆進攻，由直政的赤備隊作先鋒，最後迫使兩軍撤退，小牧．長久手之戰，令赤備隊的新生代的井伊赤備隊大展身手，也使直政的名聲與直政麾下的「井伊赤備隊」聲名大噪，故得到「赤鬼」、「赤夜叉」的別名。
小牧．長久手之戰大敗，迫使羽柴秀吉撤退，但由於織田信雄與秀吉私下議和，使德川家康被迫向濱松撤兵，同年十二月，家康與秀吉正式議和，保持本身的優勢。在秀吉出兵討平紀伊雜賀眾的同時，家康乘小牧．長久手之戰勝利的餘威，派直政、鳥居元忠及大久保忠世向信濃進兵，攻打上田城的真田昌幸，但由於被城下的伏兵突襲，加上被狙擊，使德川軍大敗，只好撤退。
天正十三年（1584）年8月，德川家康跟北條同盟一起進攻北信濃和上野，派遣鳥居元忠為總大將帶領7000人，攻打背叛德川投向上杉氏的真田氏上田城。但鳥居元忠在第一次上田城之戰遭伏兵奇襲而退敗，家康震怒之下，在9月時命令井伊直政、大須賀康高、松平康重等帶5000人北上前往救援。在小諸城跟鳥居元忠會師穩定軍隊，此時井伊直政聽聞北條氏直率領的3萬人，已在沼田城被真田氏用同樣的戰術敗於真田與上杉聯軍之下。
在盟軍北條擅自退兵與上杉援軍趕到之後，直政判斷此時僅剩己方孤軍跟上杉真田聯軍纏鬥沒任何利益可言，於9月28日留下大久保忠世守備小諸城後亦帶主力回師，沒跟上杉、真田作任何交戰。不久德川家發生石川數正出奔事件，讓遭此變故的家康全面停止北信濃攻略。事後家康對直政回師保存德川實力的判斷沒有異議，加封他至6萬石。

### 文武兼備
天正十五年（1586年），豐臣與德川停戰和談，秀吉與家康正式交換人質：家康把次男於義丸（即結城秀康）送予秀吉為養子，而秀吉則把其妹朝日姬嫁與家康，另外把母親大政所送到岡崎城作人質。對於是否如約還是保持與北條氏的盟，家康仍然有些猶豫不決，直政為此向家康分析利害，說服家康上洛暫時臣從於秀吉，最後家康終於上洛表示臣從，而大政所也正式到達岡崎。大政所在岡崎遇襲，為直政所救，秀吉得知後，命直政隨家康上洛。秀吉對直政給予母親的招待及幫助表示感謝，並給予高度評價了他的武勇與政治。這時秀吉也沒忘記拉攏直政，提出賜姓豐臣，直政以「我本姓藤原，不可改姓豐臣」為由拒絕，秀吉於是將自己的隨身攜帶的佩刀解下贈與他。
天正十七（1588年）4月，聚樂第行幸之時，就任侍從，並正式升列為獨立大名（豐臣直屬）。聚樂第行幸中，秀吉加封德川家諸位大將的官職，但只有直政被允許升殿面見天皇，並且成為獨立大名（本多、神原成為大名是在德川轉封關東之時），是當時德川家受到最高規格待遇的家臣。另外在同期加封的侍從中，他人均被賜姓豐臣（如池田輝政、細川忠興），唯有直政是藤原姓（關於批准他就任尊貴之人才可擔當的侍從一職的貴重史料《公家成》仍被保存，其中記載為「井侍從藤原直政」之名）。
豐臣政權對於授予直政居於德川眾臣之首的地位一事，給出的理由有：其一，直政實為德川氏一門（家康的女婿）、親族（與家康原配築山殿有血緣關係）；其二，直政出身高貴，井伊氏（藤原北家）與德川氏（清和源氏）家格對等。事實上，秀吉此舉意在分化、挑撥、削弱幾位大大名的家中實力，與直政同時成為獨立大名的還有龍造寺家臣鍋島直茂、上杉家臣直江兼續等，皆是諸大名家中勢力最大或地位最高的家臣。
天正十八年（1589年）當時直政打算離開京城時，秀吉再次請直政到大坂一聚，同時會見大政所(秀吉生母)，但在茶室時，直政看見已投奔豐臣的前同僚石川數正，當秀吉到來時，直政向秀吉說：「直政從不與背離主君之人(數正)同坐，雖是殿下之下屬，然而要直政與此人同座，感到十分羞辱！」，秀吉聽到後，當場稱讚直政為「德川家的好漢子」。
天正十八年（1590年），德川家康參加小田原征伐，任命為井伊直政為總大將，當大軍包圍小田原城時，直政決定夜襲，並成功突圍，更是唯一成功突襲的武將。奥州仕置的九戶政實之亂，擔任仕置軍的先鋒。之後，跟隨家康進入江戶，家康獲封關東地區，而直政被分封於上野國的箕輪12萬石，是德川家家臣當中排行第一，德川家中超過10萬石以上的只有直政、本多忠勝及榊原康政3人。
慶長三年（1598年），接獲家康命令，將箕輪城拆除，於箕輪城附近以南和田城地區改建高崎城（今群馬縣高崎市）作為居城。

### 關原之戰及譜代大名
慶長三年（1598年），太閣豐臣秀吉過世，慶長四年（1599年），豐臣家二號人物前田利家也相繼逝世。
慶長五年（1600年），埋藏已久的不和隨之爆發，主要的人物分別是德川家康及石田三成，後來家康決定討伐會津的上杉景勝，直政負責遊說各地大名加入東軍的工作，包括京極高次、竹中重門、加藤貞泰、稻葉貞通、關一政、相良賴房及犬童賴，後來家康折返江戶，並向近畿地方前進，在關原之戰中與本多忠勝擔任軍監，協助家康四男松平忠吉與小西行長、宇喜多秀家等軍隊激烈戰鬥，後來西軍潰敗，德川軍全軍追擊，當他們追擊島津義弘隊時，討取了義弘的侄子島津豐久，但被島津軍柏木源藤的鐵砲擊中肩部（一說為右肘關節）而墮馬受傷。
戰後，積極處理西軍大名的獎罰，與長宗我部氏交涉謝罪事宜，但長宗我部盛親後來聽信家臣久武親直的讒言將哥哥津野親忠殺害，領土遭到家康沒收，接收領土之際遭到長宗我部的家臣反抗，也順利敉平。後來與島津氏交涉（此工作其後交由本多正信處理）。此外，也為了真田昌幸及真田幸村的活命奔走盡力。他被家康分封於石田三成的舊領的佐和山城，石高18萬石，敘任從四位下，當時家康的重臣包括直政、大久保忠隣、本多正信、榊原康政、本多忠勝・及平岩親吉等6人。後來積極去除石田三成的政治風格，準備以彥根城取代原有的佐和山城。
慶長七年，1602年2月1日，因為關原之戰舊傷口破傷風復發的關係，早年病逝。法名為祥壽院殿清涼泰安大居士。墓所於滋賀縣彦根市祥壽山清涼寺。逝世後，井伊氏開始直政沒有實行的建造彥根城，因而同時間有佐和山藩和彥根藩同時存在。
他有兩名兒子。長男直勝因為多病體弱的關係，被分封至安中藩，而次男直孝則繼承了家督。德川幕府執政二百多年間，井伊氏共有五名子弟先後出任德川家大老，可見井伊氏在幕府的影響力。
剛投靠家康時，直政曾說：「願為德川家之厚恩而身死以為報答！」家康曾評價直政：「平時雖言少沈默，但心平穩重，肚裏想著不少計劃，也為實行這些計劃決不改移！」。由於並非三河譜代，加上家康特別信任，令本多忠勝及榊原康政等對直政大為嫉妒，但直政「言少，只做好自己的份內事，也從不到處炫耀。」曾有史家把直政與西國的藤堂高虎比較，也指出「德川家中，本多忠勝與榊原康政乃武事優秀，政治智略以本多正信為優，但兩者兼持者，唯有井伊直政而已。」雖與本多正信同為外交役使，但直政仍為較重要的外交代表，也常得對方讚賞，作為一個武士出身而且年少的直政，實在不易，德川天下的成功，直政的貢獻及角色實在是不可多得的。

## 逸話
井伊直政作戰時非常驍勇，穿著重型鎧甲並時常率領赤備騎兵隊深入敵陣，雖然取得勝利但常常負傷而歸，與愛穿輕型鎧甲卻從未受傷過的本多忠勝形成反差強烈的對比，家康也因此拿這個反差跟直政開過玩笑。四天王中井伊直政年紀最輕卻是第二早死的（僅次於酒井忠次），乃因征戰時常重傷所致，在當時醫療環境不佳的情況下多次重大傷口治療有細菌感染之嫌，令井伊直政難以長命。
井伊直政治軍極為嚴厲，稍觸軍法便要人頭落地，所以有段時間直政轄下的許多士卒或家臣紛紛轉投本多忠勝，連井伊家家老都有受不了直政的嚴酷而出奔的案例。

## 登場作品
小說
- 獅子的系譜（文藝春秋、津本陽（日语：津本陽）著）
- 井伊直政與家康（學研、江宮隆之（日语：江宮隆之）著）
- 井伊直政－家康第一功臣（光文社、羽生道英（日语：羽生道英）著）
- 榮譽之赤（講談社、吉川永青（日语：吉川永青）著）
- 德川四天王 讓家康取得天下的男人們（PHP研究所、川村真二（日语：川村真二）著）
- 井伊直政 從逆境爬升的勇將（PHP研究所、高野澄（日语：高野澄）著）
- 赤備的鬼武者 井伊直政（每日新聞、近衛龍春（日语：近衛龍春）著）
- 井伊的赤備：德川四天王筆頭史譚（河出書房新社、細谷正充著）
- 主君 井伊的赤鬼・直政傳（文藝春秋、高殿円著）

影視劇
- 反逆兒（日语：反逆児 (1961年の映画)）（1961年、東映、演：中村時之介）
- 德川家康（1964年、NET、演：松本幸男）
- 關原（日语：関ヶ原 (テレビドラマ)）（1981年、TBS、演：井上孝雄）
- 德川家康（1983年、NHK大河劇、演：豐原功補 → 平泉征）
- 真田太平記（日语：真田太平記 (テレビドラマ)）（1985年、NHK、演：菅貫太郎）
- 德川家康（日语：徳川家康 (1988年のテレビドラマ)）（1988年、TBS、演：高岡健二）
- 春日局（1989年、NHK大河劇、演：渡邊輝尚）
- 德川家康 戰國最後的勝利者（1992年、ANB、演：石原良純）
- 豐臣秀吉 獲取天下！（日语：豊臣秀吉 天下を獲る!）（1995年、TX、演：野崎海太郎）
- 加賀百萬石：母子的戰國歷險（日语：加賀百万石 母と子の戦国サバイバル）（1999年、NHK、演：信太昌之）
- 葵德川三代（2000年、NHK大河劇、演：勝野洋）
- 功名十字路（2006年、NHK大河劇、演：篠井英介）
- 德川家康與三個女子（日语：徳川家康と三人の女）（2008年、EX、演：鷲生功）
- 天地人（2009年、NHK大河劇、演：長森雅人）
- 臥龍之天 伊達政宗：被喚為獨眼龍的男人（2013年、BS-TBS、演：陰山泰）
- 軍師官兵衛 （2014年、NHK大河劇、演：東幹久）
- 女城主 直虎（2017年、NHK大河劇、演：菅田將暉）
- 關原（2017年、東寶、演：北村有起哉）
- 家康、整建江戶（日语：家康、江戸を建てる）（2019年、NHK、演：今井朋彦）
- 新・信長公記～同班同學是戰國武將～（2022年、NTV、演：駿河太郎）
- 怎麼辦家康（2023年、NHK大河劇、演：板垣李光人）

遊戲
- 戰國無雙系列&無雙OROCHI系列（光榮、配音：小西克幸）